# Jevel Katz
Jevel Katz (Vilna; 10 de mayo de 1902 - Buenos Aires; 8 de marzo de 1940) fue un comediante y cantante judeo-polaco nacionalizado argentino famoso dentro de la comunidad judía de Argentina en la década de 1930. Jevel Katz fue conocido póstumamente como el "Gardel judío", aunque él se definía como el "más alegre de todos los judíos".
Creando y cantando en una curiosa mezcla de lenguajes que se ubicaba entre el idish y el porteño, Jevel Katz fascinó durante una década -la del ’30- a los judíos rioplatenses y paisanos, con canciones que reflejaban espontaneidad, gracia y picardía para pintar las vivencias de los inmigrantes de su mismo origen.

## Biografía
Jevel Katz nació en Vilna, la llamada "Jerusalén de Lituania", en el seno de una familia de pocos recursos. De muy joven comenzó a trabajar como matricero en la imprenta de los hermanos Rom.
Jevel Katz comenzó a cantar sus primeras parodias en el sindicato de obreros gráficos de Vilna. A los 27 años decide seguir a un hermano suyo radicado ya en Buenos Aires, una ciudad muy lejana y de muy mala fama por la Semana Trágica y la trata de blancas organizada por la Zwi Migdal.
Jevel Katz llegó a Buenos Aires el 20 de mayo de 1930 decidido a iniciarse en el mundo del espectáculo.
Jevel Katz se autodefinía como un "cantor callejero"; juglar, parodista, Katz solía actuar de esmoquin y galera, se vestía de gaucho o de mujer. Katz cantaba en ídish, mezclado con castellano y lunfardo. Actuando en radios de Buenos Aires y Montevideo, recorrió el interior de Argentina, especialmente las colonias judías de Moisés Ville y Basabilvaso, y actuó en Tucumán, Uruguay y Chile.
En sus diez años de carrera Jevel Katz —  Jévele o Kétzele, nombres alternativos con los que él mismo se nombraba y que eran diminutivos de su verdadero nombre— escribió o musicalizó más de quinientas piezas musicales de los más variados estilos: vidalitas, rancheras, fox-trots, tangos y rumbas.
Katz trabajó principalmente en Buenos Aires y casi exclusivamente para la comunidad judía, no obstante participaba de todas las inauguraciones de las emisoras de radio, un nuevo medio de comunicación que hacía furor en el Buenos Aires de la década del treinta.
Katz solía tomar canciones que estaban de moda y les cambiaba la letra, rescribiéndolas en "castidish", tal como definía ese cocoliche que había inventado: ídish mechado con castellano. Así lo hizo con "La Cucaracha", "Manisero" y "La Cumparsita", entre otras.
Entre sus creaciones se pueden mencionar: "Dados", "Mucho ojo", "Radio", "Un poquercito", "Colchas", "En un conventillo", "De noche con un tranvía por Corrientes", "Canning", "Busco un cuarto", "Una ranchera", "Té", "El gringo en la plaza", "Mi viaje a Tucumán", "Un colono", "Basavilbaso", "Moisés Ville", entre otras.
Jevel Katz murió a los 37 años de edad en Buenos Aires, el 8 de marzo de 1940, por una complicación de una operación de amígdalas a la que se sometió luego de recibir una oferta de trabajo en los Estados Unidos. A su entierro asistieron unas cuarenta mil personas y fue sepultado en el Cementerio Israelita de Liniers.
Lo multitudinario del sepelio hizo recordar la muerte, cinco años antes, de Carlos Gardel y éste fue el motivo por el cual Jevel Katz fue conocido como el "Gardel Judío".
Su vida y obra fue difundida por el escritor Eliahu Toker.

## Filmografía
En 2005, el cineasta argentino Alejandro Vagnenkos estrenó el documental Jevel Katz y sus paisanos, en el que se relata la vida del comediante en la Argentina.